# Championnats de France de cyclisme sur route 2007
Les championnats de France de cyclisme sur route 2007 se sont déroulés à Aurillac dans le Cantal.

## Résultats

### Hommes

#### Elite
| Épreuve          | Or                | Or              | Argent           | Argent       | Bronze          | Bronze       |
| ---------------- | ----------------- | --------------- | ---------------- | ------------ | --------------- | ------------ |
| Course en ligne  | Christophe Moreau | 6 h 06 min 25 s | Pierrick Fédrigo | à 2 min 19 s | Patrice Halgand | à 2 min 21 s |
| Contre-la-montre | Benoît Vaugrenard | 54 min 35 s     | Dimitri Champion | à 35 s       | Nicolas Vogondy | à 37 s       |

#### Espoirs
| Épreuve                          | Or            | Or              | Argent             | Argent | Bronze       | Bronze |
| -------------------------------- | ------------- | --------------- | ------------------ | ------ | ------------ | ------ |
| Course en ligne moins de 23 ans  | Jérôme Coppel | 4 h 06 min 54 s | Guillaume Levarlet | à 6 s  | Blel Kadri   | à 46 s |
| Contre-la-montre moins de 23 ans | Jérôme Coppel |                 | Tony Gallopin      |        | Anthony Roux |        |

#### Amateurs
| Épreuve                  | Or              | Or | Argent             | Argent | Bronze          | Bronze |
| ------------------------ | --------------- | -- | ------------------ | ------ | --------------- | ------ |
| Course en ligne amateurs | Loïc Herbreteau |    | Jean-Charles Sénac |        | Nicolas Reynaud |        |

#### Juniors
| Épreuve                  | Or               | Or | Argent            | Argent | Bronze       | Bronze |
| ------------------------ | ---------------- | -- | ----------------- | ------ | ------------ | ------ |
| Contre-la-montre juniors | Fabien Taillefer |    | Dimitri Le Boulch |        | Jordane Gate |        |

### Femmes

#### Elite
| Épreuve          | Or                | Or | Argent                 | Argent | Bronze          | Bronze |
| ---------------- | ----------------- | -- | ---------------------- | ------ | --------------- | ------ |
| Course en ligne  | Edwige Pitel      |    | Jeannie Longo-Ciprelli |        | Marina Jaunatre |        |
| Contre-la-montre | Maryline Salvetat |    | Jeannie Longo-Ciprelli |        | Edwige Pitel    |        |